# Сыть длинная
Сыть длинная (лат. Cyperus longus) — многолетнее травянистое растение; вид рода Сыть (Cyperus) семейства Осоковые (Cyperaceae).

## Распространение и экология
Ареал растения включает всю Европу, кроме Скандинавии; Западную и Среднюю Азию, тропические районы Индии, Непала и Пакистана; Северную Африку и внетропические районы Западной и Восточной Африки. На территории России встречается в южных районах Европейской части.
Растёт на сырых лугах и по канавам.

## Ботаническое описание
Корневище удлиненное, покрытое отмершими бурыми листьями.
Стебли обыкновенно одиночные, светлозёленые, остротрёхгранные, высотой 50—100 см, прямые, одетые пурпурно-бурыми влагалищами листьев.
Листья линейные, длинно-заостренные, 4—7 мм ширины, по краю и центральной жилке шероховатые.
Соцветие — крупный, сложный зонтик из пучка колосков, достигающими 30 — 35 см длины; при основании метелки имеется 5—6 неравных листьев, из которых нижние превышают соцветие. Колоски в числе 3—10, узкие, линейно-ланцетные, 5—15 мм длиной; кроющие чешуи продолговато-яйцевидные, туповатые, с коротким остроконечием, светлокрасно-бурые или красновато-ржавые, с более светлым краем и широким зелёным килем, 2,3—3 мм длиной.
Плод — трёхгранный, продолговато-обратнояйцевидный орешек, 1,2—1,5 мм длиной.
Цветёт в июне—сентябре.

## Значение и применение
Корневище содержит эфирное масло, обладающее запахом фиалки. Состав и свойства этого масла не исследованы.
Корневище используется как пряность.

## Таксономия
|  |                                      |  |                                                             |                                                             |                    |  | ещё 17 семейств (согласно Системе APG II) | ещё 17 семейств (согласно Системе APG II) |                  |  |  |  | около 600 видов |
|  |                                      |  |                                                             |                                                             |                    |  | ещё 17 семейств (согласно Системе APG II) | ещё 17 семейств (согласно Системе APG II) |                  |  |  |  | около 600 видов |
|  |                                      |  |                                                             | порядок Злакоцветные                                        |                    |  |                                           |                                           | род Сыть         |  |  |  |                 |
|  |                                      |  |                                                             | порядок Злакоцветные                                        |                    |  |                                           |                                           | род Сыть         |  |  |  |                 |
|  | отдел Цветковые, или Покрытосеменные |  |                                                             |                                                             | семейство Осоковые |  |                                           |                                           | вид Сыть длинная |  |  |  |                 |
|  | отдел Цветковые, или Покрытосеменные |  |                                                             |                                                             | семейство Осоковые |  |                                           |                                           |                  |  |  |  |                 |
|  |                                      |  | ещё 44 порядка цветковых растений (согласно Системе APG II) | ещё 44 порядка цветковых растений (согласно Системе APG II) |                    |  |                                           | ещё до 120 родов                          | ещё до 120 родов |  |  |  |                 |
|  |                                      |  |                                                             | ещё 44 порядка цветковых растений (согласно Системе APG II) |                    |  |                                           |                                           | ещё до 120 родов |  |  |  |                 |